# 清华大学科学史系
清华大学科学史系，是清华大学人文学院下属的一个系，始建于2017年5月16日，首任系主任是吴国盛教授。
科学史系主要在西方科学技术史、中国近现代科学技术史、科学哲学与技术哲学、科学传播学与科学博物馆学四个方向做研究，並培養本碩博三層次的科学技术史专业人才，並做好校內的本科通識教育以及主持清华大学科学博物馆的内容建设和日常管理。

## 历史
1950年代，清華的刘仙洲、梁思成、张子高等教授分別在机械史、建筑史和化学史等方面做出成果。
1954年9月2日，新中國第一個科学技术史研究机构——中国科学院自然科学史研究委员会成立，其中叶企孙（物理学史）、梁思成（建筑学史）、刘仙洲（机械工程史）均为清华学人。
2003年，清华大学获得科学技术史硕士授权。
2017年5月16日，清华大学第23次校务会议决定成立清华大学科学史系。